# مسجد نیوجی
مسجد نیوجیه (به چینی: 牛街清真寺، NIU JIE QINGZHENSI) قدیمی‌ترین مسجد واقع در پکن چین است. این مسجد در ۹۹۶ میلادی ساخته شد و در زمان کانگشی، امپراتور سلسلهٔ چینگ در قرن هفدهم و هجدهم میلادی بازسازی و توسعه داده شد.
مسجد نیوجیه طبق اسناد موجود در سال ۱۹۰۳ میلادی با کمک مالی اتابک امین السلطان صدر اعظم ایران تعمیر اساسی شد و پایدار ماند.

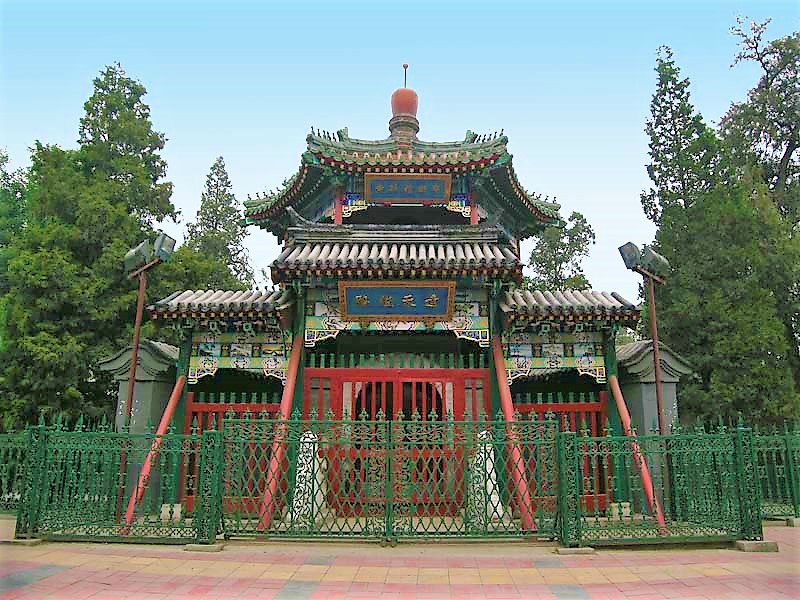
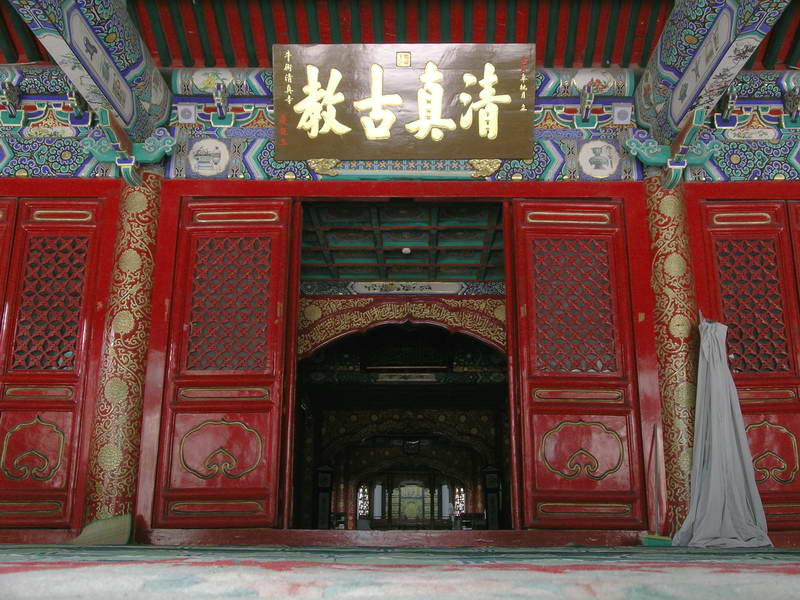
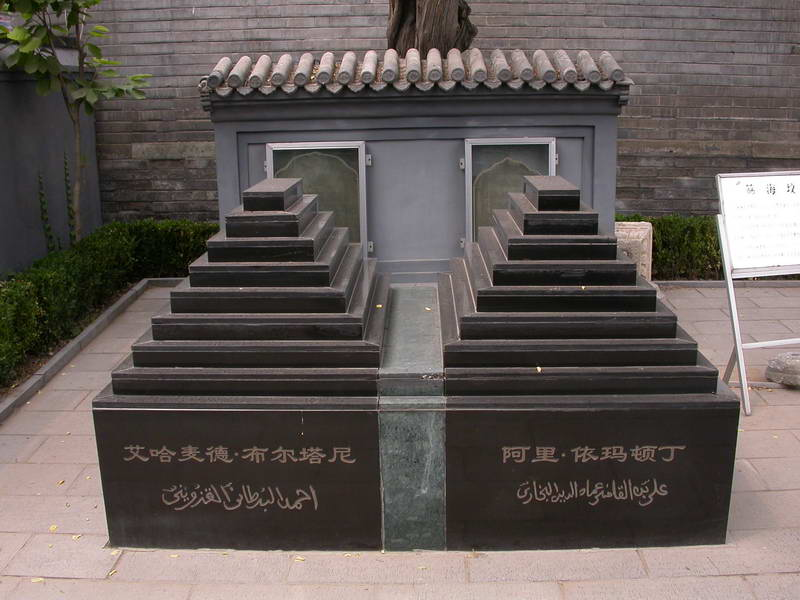